# Cratere Zhiritskiy
Zhiritskiy è un cratere lunare di 33,36 km situato nella parte sud-occidentale della faccia nascosta della Luna.